# Chicago P.D. (6.ª temporada)
A sexta temporada da série de televisão dramática estadounidense Chicago P.D. foi encomendada em 9 de maio de 2018 pela NBC, estreou em 26 de setembro de 2018 e foi concluída em 22 de maio de 2019, contando com 22 episódios. A temporada foi produzida pela Universal Television em associação com a Wolf Entertainment, com Dick Wolf como produtor executivo e Derek Haas, Michael Brandt e Rick Eid como produtores. A temporada foi ao ar na temporada de transmissão de 2018-19 às noites de quarta-feira às 22h00, horário do leste dos EUA, como parte da nova programação da NBC, com os três programas de Chicago indo ao ar na mesma noite.
Essa é primeira temporada a não contar com Elias Koteas como Detetive Alvin Olinsky desde sua introdução, na primeira temporada. É também a temporada que marca a nova saída de Jon Seda como Detetive Antonio Dawson.
A sexta temporada estrela Jason Beghe como Sargento Henry "Hank" Voight, Jon Seda como Detetive Antonio Dawson, Jesse Lee Soffer como Detetive Jay Halstead, Tracy Spiridakos como Detetive Hailey Upton, Patrick John Flueger como Oficial Adam Ruzek, Marina Squerciati como Oficial Kim Burgess, LaRoyce Hawkins como Oficial Kevin Atwater e Amy Morton como Sargento Trudy Platt.
A temporada terminou com uma audiência média de de 10.80 milhões de telespectadores e ficou classificada em 18.º lugar na audiência total e classificada em 20.º no grupo demográfico de 18 a 49 anos.

## Elenco e personagens

### Principal
- Jason Beghe como Sargento Henry "Hank" Voight
- Jon Seda como Detetive Antonio Dawson
- Jesse Lee Soffer como Detetive Jay Halstead
- Tracy Spiridakos como Detetive Hailey Upton
- Patrick John Flueger como Oficial Adam Ruzek
- Marina Squerciati como Oficial Kim Burgess
- LaRoyce Hawkins como Detetive Kevin Atwater
- Amy Morton como Sargento Trudy Platt

### Recorrente
- Anne Heche como Superintendente Katherine Brennan
- John C. McGinley como Superintendente Brian Kelton
- Wendell Pierce como Vereador Ray Price
- Charles Michael Davis como Blair Williams
- Rob Morrow como Evan Gilchrist

### Crossover
- Jesse Spencer como Capitão Matthew Casey (De Chicago Fire)
- Taylor Kinney como Tenente Kelly Severide (De Chicago Fire)
- Kara Killmer como Paramédica Sylvie Brett (De Chicago Fire)
- David Eigenberg como Tenente Christopher Herrmann (De Chicago Fire)
- Joe Minoso como Joe Cruz (De Chicago Fire)
- Eamonn Walker como Chefe Wallace Boden (De Chicago Fire)
- Annie Ilonzeh como Paramédica Emily Foster (De Chicago Fire)
- Nick Gehlfuss como Dr. Will Halstead (De Chicago Med)
- Brian Tee como Dr. Ethan Choi (De Chicago Med)
- S. Epatha Merkerson como Sharon Goodwin (De Chicago Med)

## Episódios
| N.º na série | N.º na temp. | Título                 | Dirigido por       | Escrito por                                                                         | Exibição original       | Audiência (milhões) |
| --- | ------------ | ---------------------- | ------------------ | ----------------------------------------------------------------------------------- | ----------------------- | ------------------- |
| 107 | 1            | "New Normal"           | Eriq La Salle      | Rick Eid                                                                            | 26 de setembro de 2018  | 7.14                |
| A unidade de Inteligência lida com as consequências da morte de Olinsky. Voight é suspenso por atirar no suspeito do assassinato de Olinsky a sangue frio. A unidade de Inteligência investiga uma série de overdoses de heroína. Ruzek bate de frente com Dawson quando este é colocado no comando da Unidade. A Unidade comparece ao funeral de Olinsky, com Voight observando à distância. |              |                        |                    |                                                                                     |                         |                     |
| 108 | 2            | "Endings"              | David Rodriguez    | Gwen Sigan                                                                          | 3 de outubro de 2018    | 7.78                |
| Um dos pacientes do Chicago Med desaparece após um incêndio em um prédio de 25 andares. A unidade de Inteligência descobre que a paciente extraiu um chip RFID de seu corpo relacionado a uma quadrilha de tráfico. Halstead lamenta a perda de seu pai e é instruído a ficar fora do caso. Esse episódio conclui um crossover com Chicago Fire e Chicago Med que começou em "Going to War" e continuou em "When to Let Go". |              |                        |                    |                                                                                     |                         |                     |
| 109 | 3            | "Bad Boys"             | Nick Gomez         | Timothy J. Sexton                                                                   | 10 de outubro de 2018   | 7.16                |
| A unidade de Inteligência investiga o sequestro de uma adolescente de uma família rica por uma gangue de ladrões profissionais. Eles descobrem que o sequestro foi encenado e que a garota mantém um relacionamento com um dos assaltantes. Voight e Platt trabalham juntos. Ruzek e Upton ficam juntos. |              |                        |                    |                                                                                     |                         |                     |
| 110 | 4            | "Ride Along"           | Nicole Rubio       | Gavin Harris                                                                        | 17 de outubro de 2018   | 6.95                |
| Burgess é convidada a levar uma garota civil que quer se tornar policial em um passeio. O passeio vai para o lado quando elas são pegas no fogo cruzado e a garota desaparece. Burgess é forçada a omitir um fato crucial quando chega a hora de ir ao conselho de revisão. Antonio fica viciado em oxicodona. |              |                        |                    |                                                                                     |                         |                     |
| 111 | 5            | "Fathers and Sons"     | Eriq La Salle      | Jeffrey Nachmanoff                                                                  | 24 de outubro de 2018   | 6.64                |
| A unidade de Inteligência investiga uma quadrilha de tráfico de drogas após a morte brutal de uma jovem mula de drogas. Ruzek decide se disfarçar e fica chocado ao descobrir que seu próprio pai está envolvido. |              |                        |                    |                                                                                     |                         |                     |
| 112 | 6            | "True or False"        | Paul McCrane       | História por : Rick Eid & Gavin Harris Roteiro por : Rick Eid                       | 31 de outubro de 2018   | 6.95                |
| A unidade de Inteligência investiga o espancamento brutal e a morte da esposa de um vereador, levando Upton a se abrir sobre sua infância. Upton e Ruzek continuam tentando manter seu relacionamento em segredo. |              |                        |                    |                                                                                     |                         |                     |
| 113 | 7            | "Trigger"              | Carl Seaton        | Todd Robinson                                                                       | 7 de novembro de 2018   | 6.84                |
| A unidade de Inteligência investiga uma série de atentados suicidas que envolvem uma mesquita islâmica local. Atwater se disfarça para encontrar evidências. As coisas ficam tensas para Halstead quando a investigação traz de volta memórias de seu serviço no Afeganistão. O FBI e Voight fazem um acordo para trabalhar juntos na investigação. |              |                        |                    |                                                                                     |                         |                     |
| 114 | 8            | "Black and Blue"       | Christine Swanson  | Kim Rome                                                                            | 14 de novembro de 2018  | 6.00                |
| A unidade de inteligência procura derrubar um chefão do tráfico. As coisas pioram rapidamente quando Atwater descobre que sua namorada pode estar envolvida. O vício de Dawson continua a piorar. |              |                        |                    |                                                                                     |                         |                     |
| 115 | 9            | "Descent"              | Nicole Rubio       | Rick Eid & Timothy J. Sexton                                                        | 5 de dezembro de 2018   | 6.82                |
| O vício de Dawson em analgésicos sofre uma reviravolta dramática quando ele se envolve com um traficante de drogas. Voight fica sabendo do problema de Dawson e tenta ajudá-lo. A filha de Dawson é sequestrada e a unidade de inteligência faz tudo ao seu alcance para encontrá-la. Dawson ataca o sequestrador, levando à sua morte. |              |                        |                    |                                                                                     |                         |                     |
| 116 | 10           | "Brotherhood"          | Mykelti Williamson | Gwen Sigan                                                                          | 9 de janeiro de 2019    | 6.86                |
| Após as ações de Dawson, Voight planeja encobrir seus crimes e enviar Dawson para a reabilitação, mas Ruzek sente uma sensação de lealdade a Voight e à Inteligência e assume a culpa. A inteligência é chamada quando uma onda de roubos de carros recentes de repente se torna mortal. Voight, Platt e Upton tentam encontrar uma saída para Ruzek. |              |                        |                    |                                                                                     |                         |                     |
| 117 | 11           | "Trust"                | Lily Mariye        | Gavin Harris                                                                        | 16 de janeiro de 2019   | 7.26                |
| A unidade de Inteligência investiga o assassinato de um conhecido advogado de defesa. Voight suspeita que o superintendente da polícia, que está concorrendo a prefeito de Chicago, pode estar envolvido em gangues locais. Enquanto isso, Dawson retorna ao trabalho após sua passagem pela reabilitação. |              |                        |                    |                                                                                     |                         |                     |
| 118 | 12           | "Outrage"              | Vincent Misiano    | História por : Timothy J. Sexton & April Fitsimmons Roteiro por : Timothy J. Sexton | 23 de janeiro de 2019   | 7.22                |
| Quando a unidade de inteligência se disfarça para acabar com uma operação de heroína, Halstead é reconhecido por um criminoso com quem ele tem uma história. Halstead acredita que ele pode ser uma pessoa de interesse em um caso de assassinato não resolvido. Quando Ruzek e Burgess se disfarçam para derrubá-lo, os planos vão para o sul e o criminoso aparece morto e Halstead pode ser implicado. |              |                        |                    |                                                                                     |                         |                     |
| 119 | 13           | "Night in Chicago"     | Eriq La Salle      | Rick Eid & Ike Smith                                                                | 6 de fevereiro de 2019  | 7.38                |
| Quando Atwater se disfarça para impedir um empreendimento criminoso, ele e seu parceiro são parados pela polícia e seu parceiro é baleado e morto, forçando Atwater a decidir onde está sua lealdade. A situação se agrava para uma série de protestos sobre o uso de força excessiva pela polícia. |              |                        |                    |                                                                                     |                         |                     |
| 120 | 14           | "Ties That Bind"       | Paul McCrane       | Kim Rome & Katherine Visconti                                                       | 13 de fevereiro de 2019 | 7.49                |
| Enquanto disfarçados, tentando derrubar criminosos responsáveis por fabricar e distribuir armas de fogo não rastreáveis, Burgess e Upton são sequestradas sob a mira de uma arma. Burgess descobre algo sobre o relacionamento de Hailey e Adam. |              |                        |                    |                                                                                     |                         |                     |
| 121 | 15           | "Good Men"             | Donald Petrie      | Gwen Sigan                                                                          | 20 de fevereiro de 2019 | 8.91                |
| Joe Cruz revela o bombeiro por trás da chave que faltava na caixa de fechadura do quartel. Enquanto a unidade de Inteligência investiga, Voight tenta seguir a investigação sem manchar a reputação. Esse episódio conclui um crossover com Chicago Fire que começou em "What I Saw." |              |                        |                    |                                                                                     |                         |                     |
| 122 | 16           | "The Forgotten"        | Eriq La Salle      | Gavin Harris                                                                        | 27 de fevereiro de 2019 | 7.15                |
| Depois de resolver outro caso para a unidade de Inteligência, um dos informantes de Voight desaparece. Eles continuam a investigar quando descobrem que ela foi sequestrada por um notório assassino em série. O vereador Price tenta persuadir Voight a entrar na política. |              |                        |                    |                                                                                     |                         |                     |
| 123 | 17           | "Pain Killer"          | Nicole Rubio       | Timothy J. Sexton                                                                   | 27 de março de 2019     | 7.01                |
| O caos envolve Chicago quando um atirador de elite tem como alvo membros da polícia e funcionários do governo. Voight vai mais fundo e descobre que o suspeito estava envolvido em um dos casos anteriores de Voight e um informante. |              |                        |                    |                                                                                     |                         |                     |
| 124 | 18           | "This City"            | Carl Seaton        | Rick Eid & Gwen Sigan                                                               | 3 de abril de 2019      | 6.86                |
| Voight e Ray Price se unem para fazer uma oferta de paz para responder ao aumento da violência de gangues depois que uma mãe de dois filhos é pega no fogo cruzado. Enquanto isso, Burgess começa a suspeitar de seu novo namorado. |              |                        |                    |                                                                                     |                         |                     |
| 125 | 19           | "What Could Have Been" | Eriq La Salle      | Rick Eid & Gwen Sigan                                                               | 24 de abril de 2019     | 6.99                |
| A unidade de Inteligência investiga o assassinato do namorado de Burgess, Blair. Voight suspeita que Blair pode estar envolvido em um violento fogo cruzado de drogas e Burgess tenta provar que sua teoria está errada. Mais tarde, há novas evidências de que o homicídio pode estar conectado ao potencial novo prefeito de Chicago, Ray Price. |              |                        |                    |                                                                                     |                         |                     |
| 126 | 20           | "Sacrifice"            | John Hyams         | Gavin Harris                                                                        | 8 de maio de 2019       | 6.29                |
| A unidade de Inteligência investiga uma série de roubos farmacêuticos. Um dos criminosos envolvidos está roubando porque sua esposa está doente. Enquanto isso, o relacionamento romântico de Ruzek e Upton interfere no caso, o que leva Platt a dar alguns conselhos a Upton. |              |                        |                    |                                                                                     |                         |                     |
| 127 | 21           | "Confession"           | Carl Seaton        | Timothy J. Sexton                                                                   | 15 de maio de 2019      | 6.73                |
| A unidade de Inteligência tenta derrubar um traficante de drogas. Enquanto investiga, Dawson compartilha uma conexão com o caso e começa a ter uma consciência pesada de um caso anterior. Voight faz tudo ao seu alcance para obter provas contra Kelton. |              |                        |                    |                                                                                     |                         |                     |
| 128 | 22           | "Reckoning"            | Eriq La Salle      | Rick Eid & Gwen Sigan                                                               | 22 de maio de 2019      | 6.59                |
| A unidade de Inteligência tenta desenterrar evidências para impedir Kelton de se tornar prefeito de Chicago e dissolver a Inteligência. As complicações surgem quando Voight tenta rastrear um dos confidentes do tráfico de drogas de Kelton, que pode ser a chave para derrubá-lo, e ele aparece assassinado. Enquanto isso, as evidências tornam-se claras no Assuntos Internos de que Ruzek está mentindo e tentando encobrir as ações de Dawson. Mais tarde, Ruzek cumpre sua palavra e é preso pelo crime. Finalmente, Kelton é encontrado morto a tiros. |              |                        |                    |                                                                                     |                         |                     |

## Produção

### Casting
Em 19 de abril de 2019, a NBC anunciou que Jon Seda deixaria novamente a série no final da sexta temporada por motivos criativos.

## Recepção

### Audiência
| №  | Título                 | Exibição original       | Rating/share (18–49) | Audiência (em milhões) | DVR (18–49) | Audiência em DVR (milhões) | Total (18–49) | Audiência total (em milhões) |
| -- | ---------------------- | ----------------------- | -------------------- | ---------------------- | ----------- | -------------------------- | ------------- | ---------------------------- |
| 1  | "New Normal"           | 26 de setembro de 2018  | 1.2/6                | 7.14                   | 1.0         | 4.06                       | 2.2           | 11.21                        |
| 2  | "Endings"              | 3 de outubro de 2018    | 1.2/5                | 7.78                   | 1.2         | 4.36                       | 2.4           | 12.14                        |
| 3  | "Bad Boys"             | 10 de outubro de 2018   | 1.2/5                | 7.16                   | 0.9         | 3.91                       | 2.1           | 11.07                        |
| 4  | "Ride Along"           | 17 de outubro de 2018   | 1.1/5                | 6.95                   | 0.9         | 3.83                       | 2.1           | 10.79                        |
| 5  | "Fathers and Sons"     | 24 de outubro de 2018   | 1.2/5                | 6.64                   | 0.9         | 3.94                       | 2.1           | 10.59                        |
| 6  | "True or False"        | 31 de outubro de 2018   | 1.1/5                | 6.95                   | 0.9         | 4.04                       | 2.0           | 10.99                        |
| 7  | "Trigger"              | 7 de novembro de 2018   | 1.1/5                | 6.84                   | 1.0         | 4.11                       | 2.1           | 10.95                        |
| 8  | "Black and Blue"       | 14 de novembro de 2018  | 1.0/5                | 6.00                   | 1.0         | 4.02                       | 2.0           | 10.02                        |
| 9  | "Descent"              | 5 de dezembro de 2018   | 1.1/5                | 6.82                   | 0.9         | 3.93                       | 2.0           | 10.75                        |
| 10 | "Brotherhood"          | 9 de janeiro de 2019    | 1.0/5                | 6.86                   | 1.0         | 4.26                       | 2.1           | 11.12                        |
| 11 | "Trust"                | 16 de janeiro de 2019   | 1.1/5                | 7.26                   | 0.9         | 4.06                       | 2.0           | 11.32                        |
| 12 | "Outrage"              | 23 de janeiro de 2019   | 1.1/5                | 7.22                   | 1.0         | 4.33                       | 2.1           | 11.56                        |
| 13 | "Night in Chicago"     | 6 de fevereiro de 2019  | 1.2/6                | 7.38                   | 1.0         | 4.18                       | 2.1           | 11.55                        |
| 14 | "Ties That Bind"       | 13 de fevereiro de 2019 | 1.1/5                | 7.49                   | 0.9         | 4.00                       | 2.0           | 11.54                        |
| 15 | "Good Men"             | 20 de fevereiro de 2019 | 1.4/6                | 8.91                   | 1.1         | 4.46                       | 2.5           | 13.39                        |
| 16 | "The Forgotten"        | 27 de fevereiro de 2019 | 1.1/5                | 7.15                   | 1.0         | 4.21                       | 2.2           | 11.36                        |
| 17 | "Pain Killer"          | 27 de março de 2019     | 1.1/5                | 7.01                   | 1.1         | 4.45                       | 2.1           | 11.46                        |
| 18 | "This City"            | 3 de abril de 2019      | 1.0/5                | 6.86                   | 0.9         | 3.86                       | 1.9           | 10.73                        |
| 19 | "What Could Have Been" | 24 de abril de 2019     | 1.0/5                | 6.99                   | 0.9         | 4.08                       | 2.0           | 11.08                        |
| 20 | "Sacrifice"            | 8 de maio de 2019       | 0.9/4                | 6.29                   | 0.8         | 3.60                       | 1.6           | 9.89                         |
| 21 | "Confession"           | 15 de maio de 2019      | 1.0/5                | 6.73                   | 0.9         | 4.08                       | 1.9           | 10.81                        |
| 22 | "Reckoning"            | 22 de maio de 2019      | 1.0/5                | 6.59                   | 0.9         | 4.14                       | 1.8           | 10.64                        |

## Lançamento em DVD
| Chicago P.D. – Season Six                                                                                                  | | | | | |
| Detalhes do DVD | Detalhes do DVD | Detalhes do DVD | Características Especiais | Características Especiais | Características Especiais |
| - 22 episódios - 6 discos - Áudio em Inglês (Dolby Digital 5.1 Surround) - Legendas: Inglês, Francês, Espanhol e Português | - 22 episódios - 6 discos - Áudio em Inglês (Dolby Digital 5.1 Surround) - Legendas: Inglês, Francês, Espanhol e Português | - 22 episódios - 6 discos - Áudio em Inglês (Dolby Digital 5.1 Surround) - Legendas: Inglês, Francês, Espanhol e Português | - Episódios crossover com Chicago Fire: - "Going to War" - Parte um do crossover de três partes que termina em "Endings". - "What I Saw" - Parte um do crossover de duas partes que termina em "Good Men". - Episódio crossover com Chicago Med: - "When to Let Go" - Parte dois do crossover de três partes que começa em "Going to War" e termina em "Endings". | - Episódios crossover com Chicago Fire: - "Going to War" - Parte um do crossover de três partes que termina em "Endings". - "What I Saw" - Parte um do crossover de duas partes que termina em "Good Men". - Episódio crossover com Chicago Med: - "When to Let Go" - Parte dois do crossover de três partes que começa em "Going to War" e termina em "Endings". | - Episódios crossover com Chicago Fire: - "Going to War" - Parte um do crossover de três partes que termina em "Endings". - "What I Saw" - Parte um do crossover de duas partes que termina em "Good Men". - Episódio crossover com Chicago Med: - "When to Let Go" - Parte dois do crossover de três partes que começa em "Going to War" e termina em "Endings". |
| Datas de lançamento | | | | | |
| Região 1 | Região 1 | Região 2 | Região 2 | Região 4 | Região 4 |
| 10 de setembro de 2019 | 10 de setembro de 2019 | 11 de novembro de 2019 | 11 de novembro de 2019 | 18 de setembro de 2019 | 18 de setembro de 2019 |